# Wybudowanie Strzeleńskie
Wybudowanie Strzeleńskie – część wsi Strzelno Klasztorne w Polsce, położona w województwie kujawsko-pomorskim, w powiecie mogileńskim, w gminie Strzelno. Wchodzi w skład sołectwa Strzelno Klasztorne.
W latach 1975–1998 Wybudowanie Strzeleńskie administracyjnie należało do województwa bydgoskiego.